# Гоггер, Василий Данилович
Барон Василий Данилович Гоггер (Ян Виллем Барон Гоггер, нидерл. Jan Willem Baron Hogguer; 1755—1838) — курляндский губернатор в 1808-1811 гг., действительный статский советник.

## Биография
Родился в семье голландского барона Даниила Гоггера, министра-резидента Нидерландских Соединённых Штатов при Нижнесаксонском округе Священной Римской Империи, и  его жены Корнелии Маргарет ван Вейде. Голландский дипломат при русском дворе  с 1791 по 1795 годы. Одним из первых открыл в Одессе торговый дом (1795—1797 годах).

В 1800 принял российское подданство, был причислен Павлом I к русскому дворянству и пожалован деревнями. В 1806 году был принят в службу действительным статским советником. С 1808 по 5.08.1811 г. курляндский губернатор. 4.01.1810 г. пожалован ковалером ордена Святой Анны I класса.Высочайшим повелением, от 25 января 1810 года, курляндскому гражданскому губернатору, действительному статскому советнику Василию Даниловичу Гоггеру дозволено пользоваться в России баронским титулом. Современница писала о нем:
Мне очень нравится барон д’Огье — он джентльмен в полном смысле этого слова; характер его отличается оригинальностью, свойственной голландцам.  Их дом стоит на берегу великой Невы, его красота, по моему мнению, может поспорить с венецианскими видами.

## Семья
Был женат на Анне Александровне Полянской (1766—26.12.1845), дочери графини Елизаветы Романовны Воронцовой (1739—1792) и статского советника Александра Ивановича Полянского (1721—1818).  Свадьба была при дворе 11 ноября 1800 года. Будучи фрейлиной (с 1782 года), Анна Александровна участвовала в хоре певиц на празднике, данном князем Потемкиным в Таврическом двореце. Имела привычку повторять последние слова фраз и последние слоги слов, и о ней рассказывали, будто бы однажды в разговоре о своем муже с императором Александром I она выразилась: «Барон - круглый - много выигрывает, когда его узнаешь поближе - голым». В дополнение злые языки добавляли: «А баронесса д`Огер - едва ли». Живя в 1830-х годах в Италии, упражнялась полированием мрамора, до старости сохраняла вытянутую осанку и охотно посещала публичные гулянья. Умерла в Петербурге в декабре 1845 года, после панихиды в Исаакиевском соборе была похоронена в Сергиевой пустыни. В браке имела сына и двух дочерей:
- Елизавета (1802—1872), была одной из «русских католичек», жена камергера барона А. К. Мейендорфа.
- Александра (1805—1862), с 1826 года фрейлина, замужем за И. Г. Сенявиным (1801—1851).
- Павел (180.— после 1839), большую часть жизни провел в Италии. К неудовольствию своей матери, несочувственно отзывавшейся о своем сыне, в 1839 году женился на англичанке де Курси. Она была старше его и не была богатой. После женитьбы окончательно поселился во Флоренции, где купил великолепный дом на набережной Лунгарно Нуово.